# Leevre
Leevre es una localidad del municipio de Märjamaa, en el condado de Rapla, Estonia. Tiene una población estimada, en 2020, de 22 habitantes.
Está ubicada al oeste del condado, cerca del límite con los condados de Lääne y Harju.